# 심야식당 (일본의 드라마)
《심야식당》(深夜食堂 신야쇼쿠도[*])은 아베 야로의 동명 원작 만화를 바탕으로 MBS에서 제작되어 MBS에서는 2009년 10월 9일부터 금요 나이트 극장 시간대(24:29 ~ 24:59)에, TBS에서는 2009년 10월 14일부터 수요 심야 시간대(24:34 ~ 25:04)에 방송된 드라마이다.
그 후 시즌2가 제작되어 MBS에서는 2011년 10월 13일부터 12월 16일까지, TBS에서는 2011년 10월 18일부터 12월 20일까지 방송되었다.
시즌3는 2014년 10월부터 12월까지 방송되었으며, 전작과 마찬가지로 시즌2에서 계속 이어져 제21화부터 시작하였다.
시즌4는 2016년에 Netflix《심야식당 -Tokyo Stories-》라는 제목으로 방송되었다. 전 세계 190국에 방영되는 것도 발표되었다.

## 개요
주연 코바야시 카오루는 1993년 《언덕 위의 해바라기》 이후 16년 만에 민영 방송 연속극 주연을 맡았다.
2010년 4월 23일에는 모든 이야기가 담긴 DVD가 발매되었으며, MBS에서는 2010년과 2011년에 재방송을 실시하였다.
캐치프레이즈는 허기도 마음도 채워드립니다(小腹も心も満たします)이다.
9화까지 부록 형식으로 매 회 그 회의 게스트 캐릭터가 다시 등장해, 그 회의 부제인 요리를 해설하는 코너가 있다.
심야식당 시즌2는 MBS에서는 2011년 10월 13일부터 목요 심야 드라마 시간대(24:55 ~ 25:25)에, TBS에서는 2011년 10월 18일부터 화요 심야시간대(24:55 ~ 25:25)에 방송된다. 화수는 시즌1에 이어 11화부터 시작. 첫회는 제66회 문화청 예술 참가 작품으로써 방송되었다.

## 등장인물
원작에는 등장하지 않는 드라마 오리지널 캐릭터도 등장한다.

### 주인공
마스터 / 내레이터
배우 - 코바야시 카오루
'밥집'(めしや 메시야[*])의 주인이다. 본명과 경력 모두 불명이며 왼쪽 눈 부근에 베인 상처가 아문 흉터가 있다. 상처의 원인은 단골손님인 카타기리와 관련이 있는듯하다.

### 손님
배우 이름 옆의 괄호는 출연화를 나타낸다.

#### 제1화
켄자키 류
배우 - 마츠시게 유타카 (제10화 ~ 제11 · 20 · 28 · 30화)
야쿠자 간부이자 '밥집'의 단골 손님. 과거의 추억으로 문어 모양 빨간 비엔나 소시지 볶음을 좋아한다.
류를 습격한 남자
배우 - 이노우에 코타로
류를 습격한 노숙자
배우 - 나카가와 토모아키
노숙자로 위장하여 류를 습격한다.
하야시 켄
배우 - 야마나카 타카시 (제10화 ~ 제12 · 20 · 24 · 28 · 30화)
켄타의 친아빠이자 류의 부하. 류를 습격한 라이벌 야쿠자 조직의 부두목을 찌른 뒤 행방이 묘연해졌다
젊은 남자
배우 - 마츠모토 히로야
켄자키 조직이 뒤를 봐주는 호스트클럽의 호스트. '밥집'에서 저녁식사를 하던 중 류와 함께 들어온 켄에게 쫓겨난다.
코스즈
배우 - 아야타 토시키 (제8화 ~ 제12 · 17 · 20 · 24 · 28 · 30화)
신주쿠 2번가에서 게이바를 경영하는 게이 경력 48년의 마담이자 '밥집'의 단골손님이다. 남몰래 류를 연모하고 있으며 달콤한 계란말이를 좋아한다.
마릴린 마츠시마
배우 - 안도 타마에 (제9화 ~ 제10 · 19화 ~ 제20 · 26 · 30화)
스트립 극장 '신주쿠 뉴아트'의 댄서로 '밥집'의 단골손님. 이성에게 쉽게 반하는 성격으로 그만큼 쉽게 헤어지기도 한다. '밥집'의 단골손님 중에서도 댄서로서 그녀를 좋아하는 팬이 많다.
츄씨
배우 - 후와 만사쿠 (제2 · 6화 ~ 제16 · 18화 ~ 제24 · 26 · 28 · 30화)
동네 건달이자 '밥집' 단골손님이다. 항상 데님 모자를 쓰고 있다.
코미치
배우 - 우노 쇼헤이 (제2 · 5화 ~ 제6화 · 9화 ~ 제11화 · 13화 ~ 제14화 · 17화 ~ 제21화 · 23화 ~ 제28 · 30화)
프리랜서 카메라맨으로 밥집의 단골 손님이다. 드라마 오리지널 캐릭터.
아다치
배우 - 아다치 토모미츠 (제5 · 10화 ~ 제12 · 18화)
노구치의 부하이자 사야의 오빠이다. 편모가정에서 나이 차이가 많이 나는 여동생을 돌봐주었으나, 고등학교 졸업과 동시에 떨어져서 살게된다. '밥집'의 단골손님이 되고, 항상 '돼지 생강 구이 정식'을 주문한다.
치도리 미유키
배우 - 타바타 토모코 (제2화)
인기 없는 엔카 가수였으나 '밥집'에서 작사가를 만나며 대스타의 길을 걷기 시작하자마자 병때문에 쓰러저 요절한다. 따뜻한 밥에 간장과 가쓰오부시를 올린 '고양이밥'을 좋아한다.
카타기리
배우 - 오다기리 조 (제2 · 6화 ~ 제7 · 9화 ~ 제10 · 13 · 16 · 19화 ~ 제20화)
'밥집'의 단골손님. 드라마 오리지널 캐릭터. 항상 기모노를 입고 방문하며 카운터에 땅콩을 늘어놓고 다른 손님들의 이야기를 들으며 술을 마신다. 정체가 수수께끼에 쌓여있으나 과거에 마스터와 인연이 있다. 유키에게 점을 본 후, 자신을 찾기위하여 여행을 떠난다. 입버릇은 “인생을 만만하게 보지마.”.
연인
배우 - 스가와라 유리코, 이다 타카히로 (제6화)

#### 제2화
치도리 미유키의 매니저
배우 - 모토이 히로유키 (제11화)
작사가
배우 - 타구치 토모로오 (제11화)
'밥집'의 단골손님. 〈헤메는 고양이〉의 가사를 써주며 미유키를 스타덤에 오르게 해준다.
카네모토
배우 - 카네코 키요후미 (제6화 ~ 제7 · 10 · 12 · 14 · 17 · 19화 ~ 제20 · 22화 ~ 제23 · 25 · 30화)
'밥집'의 단골 손님. 대학에 다니면서 신문배달을 하였으나, 술맛을 알고부터 두 가지 모두 소홀한 과거가 있다고 독백한다.
미키
배우 - 스도 리사 (제3 · 5 · 7화 ~ 제8 · 10화 ~ 제11 · 16 · 21 · 24 · 30화)
'밥집' 단골 손님인 30대 오피스 레이디. 마스터가 말하는 소위 '오차즈케 시스터즈'의 '매실'.
루미
배우 - 코바야시 아사코 (제3 · 5 · 7화 ~ 제8 · 10화 ~ 제12 · 14 · 16 · 19화 ~ 제21 · 24화 ~ 제25 · 27 · 30화)
'밥집' 단골 손님인 30대 오피스 레이디. 마스터가 말하는 소위 ‘오차즈케 시스터즈’의 '명란젓'.
카나
배우 - 요시모토 나호코 (제3 · 5 · 7화 ~ 제8 · 10화 ~ 제11 · 20 · 24화 ~ 제25 · 30화)
'밥집' 단골 손님인 30대 오피스 레이디. 마스터가 말하는 소위 ‘오차즈케 시스터즈’의 '연어'.

#### 제3화
루미의 맞선 상대
배우 - 니카이도 사카에
루미가 남자와 인연이 없는 현재 상황을 타파하고자 어머니의 보살핌을 구실로 규슈로 귀향하여 맞선을 본 상대. 결과는 좋지 않게 끝났다.
준
배우 - 겐카쿠 유코 (제8화)
게이바 '무라사키노우에'에 근무하는 트랜스젠더. '밥집'에서는 다른 사람의 시선을 신경쓰지 않고 교제 상대인 요시다와 낫토 키스 등을 즐긴다.
요시다
배우 - 이와세 료 (제8화)
준의 교제 상대. 준의 강한 정력에 힘겨워한다.
샐러리맨
배우 - 야마나카 유스케

#### 제4화
일렉트 오오키
배우 - 카자마 토오루
유명한 AV 배우로 '밥집'에서는 꼭 감자 샐러드를 주문한다. 직업 때문에 집안으로부터 문전박대를 당하자 고향에 돌아가지 않게되었나, 어머니의 건강이 악화되었다는 소식에 20년만에 고향에 내려간다. 그러나 치매로 아들을 알아보지 못하면서도, 아들 걱정을 계속하는 어머니의 마음을 알게되자 오랫동안 찾아뵙지 않은 것에 대해 후회에 가득찬다.
오오키의 어머니
배우 - 사사키 스미에
고향에 사는 오오키의 어머니. 여동생의 결혼식을 위해 고향으로 돌아온 아들의 직업을 몹시 싫어하며 쫓아 돌려보낸다. 20년만에 고향으로 돌아온 오오키와 재회하지만 치매 때문에 오오키의 얼굴도 알아보지 못한다.
오오키 야요이
배우 - 아베 유키
고향에 사는 오오키의 여동생.
타나카
배우 - 타나카 소겐
'밥집'에서 우연히 자리에 있던 엘렉트 오오키에게 자신을 제자로 받아달라는 부탁을 한다. 본인의 열의와 단골손님들의 뒷바침에 힘입어 오오키의 제자가 된다. 데뷔 전 날, 어머니가 가벼운 뇌경색으로 입원했다는 연락을 받았으나 고향으로 돌아가지 않으려한다. 하지만 오오키의 강한 권유로 고향으로 내려가 병상의 어머니를 만난다.
AV 제작진
배우 - 쿠리하라 히로타카
하치로
배우 - 나카야마 유이치로 (제7 · 10 · 19 · 21 · 26화 ~ 제27 · 30화)
'밥집'의 단골손님. 일렉트 오오키의 DVD를 자신의 성경으로 여기며 항상 갖고 다닌다.
안자이
배우 - 켄모치 나오아키 (제8 · 14화 ~ 제15 · 20화)
'밥집'의 단골손님으로 항상 스와와 함께 방문한다. 카자미 린코의 팬클럽 출신으로 회원번호는 44번이라고 자칭한다.
스와
배우 - 카와시마 준야 (제8화)
'밥집'의 단골손님으로 항상 안자이와 함께 방문한다.일렉트 오오키를 신, 카자미 린코를 여신으로 받들고있다. 린코의 팬클럽 출신으로 회원번호는 45번이라고 자칭한다.

#### 제5화
- 토야마 마사오 - 이와마츠 료 (회상 : 나가모토 케이)

저명한 요리 평론가. 고로와의 재회를 계기로 하코다테에 있는 누나 리츠코와 만난다. 이 에피소드를 계기로 본래 요리 평론가에게는 있을 수 없는 B급 맛집 심야식당의 단골 손님이 된다.
- 프랑스 식당 매니저 - 사와다 이쿠코

토야마에게 고 평가를 받기 위해 전전긍긍한다.
- 프랑스 식당 셰프 - 오카노 마나미

토야마에게 고 평가를 받기 위해 전전긍긍한다.
- 토야마의 매니저 - 카키마루 미치에

식당의 팬이 된 도야마에게 끌려 버터 라이스를 먹는다. 처음에는 의심하지만, 맛있다며 이야기 꽃을 피운다.
- 고로 - 아가타 모리오 (회상 : 마츠오 에이타로)

유랑악사, 기타닦이도하는 단골, 목요일 밤에 홀연히 나타나 노래 한곡을 부르는 대신 마스터에게 무료 식사를 받는다. 얼마 후 공장에서 사고를 당해 왼손가락에 상해를 입으며 기타를 칠 수 없게 된다.
- 공장장 - 타케다

고로가 낮에 근무하는 공장의 공장장. 일손이 부족해 고로에게 잔업을 의뢰한 것이 고로의 사고로 이어진다.
- 토야마 리츠코(회상) - 토모사토 고로모

토야마의 누나. 고로와 교제하고 있었지만, 정략 결혼을 한다.
- 손님 - 유카와 타카시

#### 제6화 ~ 제10화
제6화
- 카와다 카츠토시 - 오토오 타쿠마

프로 복서, 단골 손님들 중에서도 팬이 많다. 시합에서 이긴 날은 식당에 들러 가츠돈을 먹는 습관이 있다. 단골 손님인 아케미에게 호의를 품고 있다.
- 아케미 - 키리시마 레이카

편모가정의 호스티스. 딸 마유와 둘이 살며, 가끔 마유를 데리고 식당에 온다. 카츠토시와는 식당에서 자주 마주치는 사이.
- 마유 - 쿠와지마 마리노

아케미의 딸.
- 스낵바 손님 - 아리카와 마코토, 우라이 다이스케, 나츠메 신야

제7화
- 나카지마 - 다나카 케이

신문 장학생. 식빵을 가져와 달걀 샌드위치를 주문한다. 식당에서 만난 리사를 좋아하게 되지만, 자신과 다른 환경 때문에 말실수를 하고, 리사를 잃는다.
- 아이카와 리사 - 무라카와 에리

밥집에서 우연히 만난 나카지마에게 달걀 샌드위치를 받은 후부터 친해지지만, 일이 바빠져 소원해진다. 나카지마에게 들은 한마디에 상처 받고 실업가와의 결혼을 결심한다. 원작과는 다른 결말이 맞이한다.
- 대학생 - 와다 시게마사
- 아이카와 리사의 매니저 - 요시나가 슈헤이
- 프로듀서 - 야마모토 다케시

제8화
- 카자미 린코 - YOU (어린 시절 : 우에다 노리카)

고치현 출신의 한물 간 아이돌이며 당시 청소년 팬이 많았다. 팬들 사이에서는 그녀의 ‘반숙 달걀 프라이 소스 야키소바’를 향한 애정이 매우 유명하지만, 이 메뉴에는 그녀의 애달픈 추억이 있다.
- 영화 《카와우타 (川歌)》 출연자 - 오구라 가오루
- 영화 《카와우타》 감독 - 도이 요시오
- 영화 《카와우타》 조감독 - 이마니시 켄타
- 노숙자 시게키 - 덴덴

마스터가 잃어버린 지갑을 돌려주기 위해 식당을 들렀을 때, 마스터가 답례로 식사를 대접하던 중 ‘반숙 달걀 프라이 소스 야키소바’가 이야기 화제가 되고, 시만토가와의 아오노리를 올려 먹으면 더 맛있다고 마스터에게 조언한다. 같은 노숙자 친구를 이발 시켜주는 등 손재주도 있다. 정황상 카자마 린코의 아버지가 맞는 듯.
제9화
- 로즈 야치요 - 릴리 (회상 : TAMAYO)

시대를 풍미한 스트리퍼. 변덕스러운 성격이며 신주쿠 부근에서 투숙하고 있다. 밥집에서 알게 된 마릴린이 존경한다. 스트리퍼 대선배로서 마릴린에게 큰 감명을 주고 사라진다.
- 카자마 미첼 - 요네무라 료타로

뮤지컬 배우. 마릴린과 같은 배우 양성소에 있었다. (원작에서는 마리린의 옛 남자친구라는 설정)

#### 제10화
- 켄타 - 나카무라 사쿠야

켄의 아들. 부모(어머니와 그 재혼 상대)와 독일 뒤셀도르프로 이사하기 전, 친아버지 켄이 매년 보낸 생일 카드에 적힌 주소로 밥집을 찾는다.
- 유키 - 이시카와 마키

단골 손님, 점성술사. 카타기리와 켄을 점치고, 두 사람이 진행하는 길을 인도하기 시작한다.
노구치
배우 - 미츠이시 켄 (제11화 ~ 제12 · 19 · 29화 ~ 제30화)
형사. 켄자키와 학창시절 야구부 동료이다. 나츠키의 파트너로 사건으로 남편을 잃은 미망인에게 특별한 감정을 느끼고 있다.

#### 제11화 ~ 제15화
제11화
- 쿠미 - 야스다 나루미

야구부 전 매니저, 노구치와 켄자키의 동창. 시한부 선고를 받았다.
- 쿠미의 아들 - 무로이 히비키

제12화
- 아다치 사야 - 히라타 카오루 (제14, 17, 20화)

파친코 근무. 항상 식당 카운터에서 잠이 들지만, 다른 단골 손님들에게는 그 행복한 표정을 보는 것이 낙이기도 하다. 맥주는 마시지 못하기 때문에 마스터는 메뉴에 없는 ‘하이볼’을 내준다.
- 쇼스케 - 나카오카 타스쿠

사야의 남자친구. 인기 없는 희극 배우. 항상 사야에게 돈을 받아 쓴다.
- 고로 - 마츠오 사토루 (제13, 16, 18 ~ 20화)

샐러리맨. 마스터에게 사야의 잠든 얼굴을 보면 술이 잘 넘어간다고 말한다.
- 쇼스케의 파트너 - 츠지모토 코지
- 후쿠하라 키미에 - 후쿠하라 키미에 (본인 역, 제16화)

심야식당 앞에서 튀김 노래를 부른다.
제13화
- 렌 - 마부치 하루코 (회상 : 무토 레이코)

술이 취한 상태로 가게에 오는 렌을 걱정해, 마스터가 술을 희석하여 준다.
- 조 - 우카지 다카시

렌의 아들. 가라테장을 경영하며 아이들을 가르친다. 항상 과음하는 어머니를 걱정한다.
- 나가이 - 고모토 마사히로

스포츠용품 가게를 경영하고 있으며 고민은 고부갈등. 어렸을 때는 조를 따돌림 시켰지만 지금은 친구이다.
- 키라리 - 야마모토 히카루

스트립 극장 ‘신주쿠 뉴 아트’ 신인 댄서.
- 외과의 - 간 유키

교통사고를 당한 조를 수술하며, 렌에게 아들을 죽이지 말라는 위협을 당한다.
제14화
- 마사시 - 시미즈 유타카

도시락 가게에서 일하고 있으며, 고향에선 어머니가 혼자 음식점을 하고 있다. 식당에서 알게 된 이쿠미에게 고백하지만 거절당한다.
- 이쿠미 - 이토 아유미

풍속점에서 일하는 여성이다. 식당에선 니코고리를 주문한다.
제15화
- 키쿠노 - 사오리

파인애플이 들어간 탕수육을 좋아하는 여대생. 교수와의 불륜을 청산하고 여행을 떠난다.
- 켄키 - 모리오카 류

대학 영화 동아리의 카메라맨. 키쿠노를 독립 영화의 주인공으로 스카웃한다.
- 유키 - 마에노 토모야

대학 영화 동아리의 각본, 감독. 촬영 장소를 찾아 다니던 중 나무 아래에 놓여 있던 파인애플 통조림을 갖고 돌아간다.
- 카시와키' - 시로

겐키 일행에게 '야리미즈' 여자대학 살해사건에 대해 이야기한다. 살해당한 여자아이와 같은 대학 동급생이었으며, 당시 마음을 두고 있었다.
- 미대생 - 오츠 히로키

#### 제16화 ~ 제20화
제16화
- 스즈키 - 후키코시 미츠루

소설가. 집에 들어가지 않는 날이 많아지자 결국 집에 돌아가지 않고 가족을 버린다.
- 스즈키 스미레 - 아사쿠라 아키 (제20화)

생활비를 위해 캬바쿠라에서 '하나'라는 가명으로 일하며 대학에 다니고 있다. 취직처도 정해졌으나 부업을 하고 있단 사실이 밝혀져 내정이 취소되고 밀키 클럽에서 일하기 시작한다.
- 호코타 - 토쿠이 유 (제20화)

캬바쿠라에서 일하는 하나를 지명하는 손님. 하나가 포코짱이라고 부른다.
- 스즈키 하루코 - 미야타 사나에

집 나간 남편을 지금도 사랑하고 있다. 스미레는 엄마가 만든 크림스튜는 집에서 만든 루를 사용해 밀가루가 자주 뭉쳐서 덩어리가 됐었다고 추억한다.
- 나카타 - 마치다 미즈키 (제20화)

스즈키를 담당하고 있는 편집자. 시대에 뒤처진 부분이 몇 곳 있는 스즈키의 소설을 보고 고쳐 써달라고 부탁한다.
제17화
- 마에오카 츠키코 - 이치카와 미와코 (제20화)

〈브라이덜 파라다이스〉, 〈여름 사랑〉, 〈살아있다면〉 등의 대표작을 가진 인기 있는 시나리오 작가. 코스즈가 귀여워하는 고양이 메루룬이 낳은 새끼고양이 메루보와 함께 살고 있다.
- 노세 신지 - 타나카 테츠시

텔레비전 방송국 드라마 PD. 불륜 상대인 츠키코를 진심으로 사랑하고 있다.
- 타케시 - 호타루 유키지로 (제20화)

미야기 현 출신 택시 운전사. 츠키코에게 마스터의 배추절임을 건네받고 고향을 그리워한다.
- 후지무라 나츠키

츠키코가 각본을 맡은 〈살아있다면〉의 주연 여배우.
제18화
- 히토미 - 사카이 와카나

연하남들과만 사귀어온 추위를 잘 타는 여성. 애완동물 가게에서 만난 하시모토가 첫 연상의 연인이다.
- 하시모토 - 아시카와 마코토

아내의 불륜 상대를 충동적으로 살해해 지명수배된 남자. 더위를 잘 타 냉라멘을 좋아한다. 하시모토는 가명이고 본명은 사루하시이다.
- 이누즈카 헤이하치 - 시오미 산세이

정년을 앞둔 형사. 냉라멘을 좋아하는 살인범을 쫓고 있다.
- 카스미 - 카지와라 아키

히토미의 친구. 돈을 쓰게 하는 남자가 아닌 성실하게 일하며 돈을 버는 남자와 사귀는 게 행복하게 되는 거라고 히토미에게 조언한다.
- 하나마키 - 카와시마 준야

젊은이들에게 없는 형사 혼을 가진, 퇴직을 앞둔 이누즈카를 취재하는 기자
제19화
- 노리코 - 마에다 아키

생일 케이크를 배달하는 여자아이. 배달할 곳을 착각해 식당에 오게 된다. 그 후 가끔 케이크를 들고 얼굴을 비춘다.
- 치아키 - 코치 마치코

카나모토의 애인. 고로가 2년 전에 사귀었던 아키코와 동일 인물로, 본명은 사치코이다.
- 사와나카 켄조 - 사와나카 켄조 (본인 역)

식당 근처에서 색소폰을 연주한다.
제20화
- 무라타 모모코 - 쿠로타니 토모카

카타키리의 전 여자친구. 현재 남편과는 선을 보고 결혼했다. 만두 전문점을 남편과 함께 운영하고 있다.
- 무라타 - 릴리 프랭키

만두 전문점 주인. 식당에서는 유일하게 만두만 직접 만들지 않고 무라타의 가게에 주문한다. 마스터는 하네다 근처에 있는 중화요리 가게에서 수행한 주인에게는 이길 수 없다고 말한다.
- 아스카

무라타의 전 부인과의 아이. 모모코를 친엄마처럼 따른다.

#### 제21화
카시마 미사오
배우 - 미호 준
가수. 남편은 작곡가 타치바나 타이조이다.
토야마
배우 - 와타나베 마키코
토야마의 아내.

#### 제24화
카스미
배우 - 타니무라 미츠키 (제30화)
코미치가 사랑에 빠지는 오사카 출신 여성.
이데
배우 - 아라타니 키요미
오사카에서 도쿄로 진출한 약국 체인점 사장.
이데 오리에
배우 - 카모 스즈메
이데의 아내이다.
코우
배우 - 요시미유 키히로 (제30화)

#### 제26화
에리
배우 - 시바타 리에
후쿠시마에 살고 있는 마리링의 엄마. 변덕이 심하고 이제까지 여러 남성과 관계를 가졌던 일로 딸을 골치아프게한다.
키미토시
배우 - 타카하시 슈헤이 (제30화)
마리링의 남자친구. 안마사.
유이치
배우 - 타카하시 슈헤이
에리의 약혼자.

#### 제27화
하라가 요시오
배우 - 벤갈
중학교 동창회를 계기로 아내 미즈에와 결혼한다. 초혼.
하라가 미즈에
배우 - 나가시마 에이코
요시오의 아내. 두 번 이혼한 경험이 있으며 아들과 딸이있다. 결혼을 계기로 히로시마에서 도쿄로 이사한다.
카와모리
배우 - 코미야 타카야스
요시오, 미즈에의 동창생.
코이치
배우 - 카노 류
미즈에의 옛 남자친구.
테시가와라 마리코
배우 - 사쿠마 유이
바둑 시합 기록 아르바이트를 하고 있는 아마추어 바둑 기사.
미네
배우 - 오쿠야마 유타
미팅 상대 여성과 함께 하룻밤을 보낸 후, 여자친구에게 들키지 않도록 마스터에게 알리바이 만들기 협조를 구한다.
유카
배우 - 모토야마 아유미
미네의 여자친구

#### 제28화
이치카와 치즈루
배우 - 츠미키 미호
겐의 고등학교시절 은사이다. 현재는 영어통역 일을 하고있으며, 10년만에 뉴욕에서 귀국 후 겐과 재회한다.
시노자키
배우 - 세리자와 메이진
이치카와의 고등학교 시절 은사이다.

#### 제29화
나츠키 이즈미
배우 - 시노하라 유키코 (제30화)
형사. 노구치의 파트너로, 이제까지 파트너와 잘 맞지 않는다는 이유로 몇 번이나 파트너를 바꿔왔다.
미카미 사요코
배우 - 아베 토모코
노구치가 담당했던 사건의 피해자.
미카미 하나
배우 - 이케다 코유키
사요코의 딸.
코구레
배우 - 오다기리 조 (제30화)
경시청 신주쿠경찰서 요모기 정 파출소 경찰관.

## 제작진
시즌1·2 공통
- 원작 - 아베 야로 《심야식당》 (〈빅 코믹 오리지널〉 연재중 / 쇼가쿠칸)
- 각본 - 마나베 카츠히코, 무카이 코스케 / 오이카와 타쿠로, 와다 키요토 (시즌1) / 아라이 하루히코, 아라이 미사키 (시즌2)
- 음악 - NARASAKI (시즌1) / 사토 키미히코 (시즌2)
- 감독 - 마츠오카 조지, 야마시타 노부히로 / 오이카와 타쿠로, 토사카 타쿠마 (MBS) (시즌1) / 코바야시 쇼타로, 노모토 후미오 (시즌2)
- 푸드 스타일리스트 - 이이지마 나미
- 기획 - 엔도 히토시 (아뮤즈), 히다카 히데오 (MBS)
- 프로듀서 - 모리야 타케시 (앳 무비), 토사카 타쿠마 (MBS) (시즌1) / 모리 나츠코, 오사노 타모츠, 타케조노 하지메 (MBS) (시즌2)
- 제작협력 - 앳 무비 크리에이티브
- 제작 - 《심야식당》 제작위원회 (아뮤즈, MBS, 패밀리.com, RKB, 덴츠 캐스팅 앤 엔터테인먼트)

시즌3
- 원작 - 아베 야로 《심야식당》 (〈빅 코믹 오리지널〉 연재중 / 쇼가쿠칸)
- 각본 - 마나베 카츠히코, 무카이 코스케, 아라이 미사키, 코지마 켄사쿠
- 음악 - 스즈키 츠네키치, 후쿠하라 키미에, 히나미 케이스케, 스마
- 감독 - 마츠오카 조지, 야마시타 노부히로, 쿠마키리 카즈요시, 노모토 후미오
- 조감독 - 노모토 후미오, 아시자와 준
- 푸드 스타일리스트 - 이이지마 나미
- 타이틀 로고 다자인 - 베이브리지 스튜디오
- 사운드 슈퍼바이저 / MA - 아사리 나오코
- 안무 - 마키세 아카네 (제26화)
- 내래이션 - 바바 노리코 (제29화)
- 프로듀서 - 츠츠이 료헤이, 오사노 타모츠, 이시즈카 쇼고, 타케조노 하지메
- 라인프로듀서 - 타카하시 준
- 기획제작 - 아뮤즈 , MBS
- 제작프로덕션 - 아뮤즈 영상제작부, 긱 사이트
- 제작 - 《심야식당3》 제작위원회 (아뮤즈 / 쇼가쿠칸 / 도에이 /키노시타 그룹 / 긱 픽처스 / MBS /RKB)

## 주제가
시즌1
- 주제가 - MAGIC PARTY 〈Believe in Paradise〉 (어뮤즈 소프트 엔터테인먼트)
- 여는곡 - 스즈키 츠네키치 (앨범 《제이고》(ぜいご) 수록곡)
  - 〈오모히데〉(思ひ出)
- 삽입곡 - 스즈키 츠네키치 (앨범 《제이고》 수록곡)
  - 〈밥공기〉(お茶碗)
  - 〈전염병의 신〉(疫病の神)
  - 〈돌〉(石)
  - 〈아버지의 왈츠〉(父のワルツ)

시즌2
- 주제가 - LOVE LOVE LOVE 〈거짓말 하는 방법〉(嘘のつき方, 스피드스타 레코드)
- 여는곡 - 스즈키 츠네키치 (앨범 《제이고》, 《망향》(望郷) 수록곡)
  - 〈오모히데〉(思ひ出)
- 삽입곡 - 후쿠하라 키미에
  - 〈할 수 있는 것〉(できること)
  - 〈튀김〉(唐揚げ)
  - 〈바지락 술찜〉(あさりの酒蒸し)

시즌3
- 주제가 - 타카하시 유우 〈질투〉 (ヤキモチ 야키모치[*], 워너 뮤직 재팬)

## 방영 목록

### 개요
| 시즌 | 시즌 | 회수 | 방송 날짜        | 방송 날짜        | 방송 날짜 |
| 시즌 | 시즌 | 회수 | 시즌 시작        | 시즌 종료        | 방송국    |
| ---- | ---- | ---- | ---------------- | ---------------- | --------- |
|      | 1    | 10   | 2009년 10월 9일  | 2009년 12월 11일 | MBS, TBS  |
|      | 2    | 10   | 2011년 10월 13일 | 2011년 12월 15일 | MBS, TBS  |
|      | 3    | 10   | 2014년 10월 19일 | 2014년 12월 21일 | MBS, TBS  |

| 시즌 | 시즌 | 회수 | 공개 날짜        | 공개 날짜        |
| ---- | ---- | ---- | ---------------- | ---------------- |
|      | 4    | 10   | 2016년 10월 21일 | 2016년 10월 21일 |
|      | 5    | 10   | 2019년 10월 31일 | 2019년 10월 31일 |

### 방영 목록
| 각 화                                                     | 방송국         | 방송일         | 부제                                             | 부제 외의 요리 (톤지루 정식 제외)                                                                                  | 각본                          | 감독              | 시청률 (간토)  |
| 심야식당 시즌1                                            | 심야식당 시즌1 | 심야식당 시즌1 | 심야식당 시즌1                                   | 심야식당 시즌1 | 심야식당 시즌1                | 심야식당 시즌1    | 심야식당 시즌1 |
| --------------------------------------------------------- | -------------- | -------------- | ------------------------------------------------ | --- | ----------------------------- | ----------------- | -------------- |
| 제1화                                                     | MBS            | 10월 9일       | 빨간 비엔나와 계란말이 赤いウインナーと卵焼き    | 구운 명란젓, 돼지 생강 구이, 전갱이 구이, 땅콩                                                                     | 마나베 카츠히코               | 마츠오카 조지     | 1.7%           |
| 제1화                                                     | TBS            | 10월 14일      | 빨간 비엔나와 계란말이 赤いウインナーと卵焼き    | 구운 명란젓, 돼지 생강 구이, 전갱이 구이, 땅콩                                                                     | 마나베 카츠히코               | 마츠오카 조지     | 1.7%           |
| 제2화                                                     | MBS            | 10월 16일      | 고양이 밥 猫まんま                               | 오차즈케, 계란말이, 주먹밥, 땅콩                                                                                   | 무카이 코스케                 | 마츠오카 조지     | 2.2%           |
| 제2화                                                     | TBS            | 10월 21일      | 고양이 밥 猫まんま                               | 오차즈케, 계란말이, 주먹밥, 땅콩                                                                                   | 무카이 코스케                 | 마츠오카 조지     | 2.2%           |
| 제3화                                                     | MBS            | 10월 23일      | 오차즈케 お茶漬け                                | 낫토 | 오이카와 타쿠로               | 오이카와 타쿠로   | 2.4%           |
| 제3화                                                     | TBS            | 10월 28일      | 오차즈케 お茶漬け                                | 낫토 | 오이카와 타쿠로               | 오이카와 타쿠로   | 2.4%           |
| 제4화                                                     | MBS            | 10월 30일      | 감자 샐러드 ポテトサラダ                         | 특제 스테미너 정식                                                                                                 | 오이카와 타쿠로               | 오이카와 타쿠로   | 1.5%           |
| 제4화                                                     | TBS            | 11월 4일       | 감자 샐러드 ポテトサラダ                         | 특제 스테미너 정식                                                                                                 | 오이카와 타쿠로               | 오이카와 타쿠로   | 1.5%           |
| 제5화                                                     | MBS            | 11월 6일       | 버터 라이스 バターライス                         | 오차즈케, 돼지 생강 구이, 두부튀김, 고톤지루, 일본소 포아레 레드 와인 소스 첨가                                    | 와다 키요토                   | 토사카 타쿠마     | 2.4%           |
| 제5화                                                     | TBS            | 11월 11일      | 버터 라이스 バターライス                         | 오차즈케, 돼지 생강 구이, 두부튀김, 고톤지루, 일본소 포아레 레드 와인 소스 첨가                                    | 와다 키요토                   | 토사카 타쿠마     | 2.4%           |
| 제6화                                                     | MBS            | 11월 13일      | 가츠돈 カツ丼                                    | 계란말이, 임연수어, 닭고기 계란 덮밥, 땅콩                                                                         | 마나베 카츠히코               | 마츠오카 조지     | 1.6%           |
| 제6화                                                     | TBS            | 11월 18일      | 가츠돈 カツ丼                                    | 계란말이, 임연수어, 닭고기 계란 덮밥, 땅콩                                                                         | 마나베 카츠히코               | 마츠오카 조지     | 1.6%           |
| 제7화                                                     | MBS            | 11월 20일      | 달걀 샌드위치 タマゴサンド                       | 햄 샌드위치, 마카로니 그라탕, 오차즈케, 땅콩                                                                       | 마나베 카츠히코               | 야마시타 노부히로 | 2.7%           |
| 제7화                                                     | TBS            | 11월 25일      | 달걀 샌드위치 タマゴサンド                       | 햄 샌드위치, 마카로니 그라탕, 오차즈케, 땅콩                                                                       | 마나베 카츠히코               | 야마시타 노부히로 | 2.7%           |
| 제8화                                                     | MBS            | 11월 27일      | 소스 야키소바 ソース焼そば                       | 계란말이, 오차즈케, 낫토                                                                                           | 오이카와 타쿠로               | 오이카와 타쿠로   | 1.3%           |
| 제8화                                                     | TBS            | 12월 2일       | 소스 야키소바 ソース焼そば                       | 계란말이, 오차즈케, 낫토                                                                                           | 오이카와 타쿠로               | 오이카와 타쿠로   | 1.3%           |
| 제9화                                                     | MBS            | 12월 4일       | 전갱이 구이 アジの開き                           | 땅콩 | 무카이 코스케                 | 야마시타 노부히로 | 1.5%           |
| 제9화                                                     | TBS            | 12월 9일       | 전갱이 구이 アジの開き                           | 땅콩 | 무카이 코스케                 | 야마시타 노부히로 | 1.5%           |
| 제10화                                                    | MBS            | 12월 11일      | 라멘 ラーメン                                    | 계란말이, 돼지 생각 구이, 오차즈케, 오렌지 주스, 땅콩, 구운 게                                                     | 마나베 카츠히코               | 마츠오카 조지     | 1.6%           |
| 제10화                                                    | TBS            | 12월 16일      | 라멘 ラーメン                                    | 계란말이, 돼지 생각 구이, 오차즈케, 오렌지 주스, 땅콩, 구운 게                                                     | 마나베 카츠히코               | 마츠오카 조지     | 1.6%           |
| 평균 시청률 1.89% (시청률은 간토 지구 비디오 리서치 조사) |                |                |                                                  | |                               |                   |                |
| 심야식당 시즌2                                            |                |                |                                                  | |                               |                   |                |
| 제11화                                                    | MBS            | 10월 13일      | 다시 한 번 빨간 비엔나 再び赤いウィンナー        | 계란말이, 오차즈케                                                                                                 | 마나베 카츠히코               | 마츠오카 조지     | 2.5%           |
| 제11화                                                    | TBS            | 10월 18일      | 다시 한 번 빨간 비엔나 再び赤いウィンナー        | 계란말이, 오차즈케                                                                                                 | 마나베 카츠히코               | 마츠오카 조지     | 2.5%           |
| 제12화                                                    | MBS            | 10월 20일      | 닭튀김과 하이볼 唐揚げとハイボール               | | 무카이 코스케                 | 야마시타 노부히로 | 1.5%           |
| 제12화                                                    | TBS            | 10월 25일      | 닭튀김과 하이볼 唐揚げとハイボール               | | 무카이 코스케                 | 야마시타 노부히로 | 1.5%           |
| 제13화                                                    | MBS            | 10월 27일      | 바지락 술찜 あさりの酒蒸し                       | | 마나베 카츠히코               | 코바야시 쇼타로   | 1.8%           |
| 제13화                                                    | TBS            | 11월 1일       | 바지락 술찜 あさりの酒蒸し                       | | 마나베 카츠히코               | 코바야시 쇼타로   | 1.8%           |
| 제14화                                                    | MBS            | 11월 3일       | 니코고리 煮こごり                                | | 무카이 코스케                 | 노모토 후미오     | 2.2%           |
| 제14화                                                    | TBS            | 11월 8일       | 니코고리 煮こごり                                | | 무카이 코스케                 | 노모토 후미오     | 2.2%           |
| 제15화                                                    | MBS            | 11월 10일      | 통조림 缶詰                                      | 특제 참치마요 덮밥, 꽁치 장어 덮밥, 오일 정어리 일식 구이, 고등어 고야챔플, 파인애플 탕수육, 다진 콘비프 반숙 달걀 | 아라이 하루히코 아라이 미사키 | 야마시타 노부히로 | 2.6%           |
| 제15화                                                    | TBS            | 11월 15일      | 통조림 缶詰                                      | 특제 참치마요 덮밥, 꽁치 장어 덮밥, 오일 정어리 일식 구이, 고등어 고야챔플, 파인애플 탕수육, 다진 콘비프 반숙 달걀 | 아라이 하루히코 아라이 미사키 | 야마시타 노부히로 | 2.6%           |
| 제16화                                                    | MBS            | 11월 17일      | 크림 스튜 クリームシチュー                       | 호지차, 토란 | 아라이 하루히코 아라이 미사키 | 마츠오카 조지     | 2.0%           |
| 제16화                                                    | TBS            | 11월 22일      | 크림 스튜 クリームシチュー                       | 호지차, 토란 | 아라이 하루히코 아라이 미사키 | 마츠오카 조지     | 2.0%           |
| 제17화                                                    | MBS            | 11월 24일      | 배추절임 白菜漬け                                | | 무카이 코스케                 | 코바야시 쇼타로   | 2.1%           |
| 제17화                                                    | TBS            | 11월 29일      | 배추절임 白菜漬け                                | | 무카이 코스케                 | 코바야시 쇼타로   | 2.1%           |
| 제18화                                                    | MBS            | 12월 1일       | 냉라면 冷やし中華                                | 냄비우동 | 무카이 코스케                 | 코바야시 쇼타로   | 1.4%           |
| 제18화                                                    | TBS            | 12월 6일       | 냉라면 冷やし中華                                | 냄비우동 | 무카이 코스케                 | 코바야시 쇼타로   | 1.4%           |
| 제19화                                                    | MBS            | 12월 8일       | 고기감자조림 肉じゃが                            | 케이크 | 마나베 카츠히코               | 마츠오카 조지     | 2.0%           |
| 제19화                                                    | TBS            | 12월 13일      | 고기감자조림 肉じゃが                            | 케이크 | 마나베 카츠히코               | 마츠오카 조지     | 2.0%           |
| 제20화                                                    | MBS            | 12월 15일      | 만두 ギョーザ                                    | 구운 게 | 마나베 카츠히코               | 마츠오카 조지     | 2.6%           |
| 제20화                                                    | TBS            | 12월 20일      | 만두 ギョーザ                                    | 구운 게 | 마나베 카츠히코               | 마츠오카 조지     | 2.6%           |
| 평균 시청률 2.07% (시청률은 간토 지구 비디오 리서치 조사) |                |                |                                                  | |                               |                   |                |
| 심야식당 시즌3                                            |                |                |                                                  | |                               |                   |                |
| 제21화                                                    | MBS            | 10월 19일      | 다진 고기 커틀릿 メンチカツ                      | 버터 라이스 | 아라이 미사키                 | 마츠오카 조지     |                |
| 제21화                                                    | TBS            | 10월 21일      | 다진 고기 커틀릿 メンチカツ                      | 버터 라이스 | 아라이 미사키                 | 마츠오카 조지     |                |
| 제22화                                                    | MBS            | 10월 26일      | 토마토 얇은 삼겹살말이 豚バラトマト巻き          | | 코지마 켄사쿠                 | 쿠마키리 카즈요시 |                |
| 제22화                                                    | TBS            | 10월 28일      | 토마토 얇은 삼겹살말이 豚バラトマト巻き          | | 코지마 켄사쿠                 | 쿠마키리 카즈요시 |                |
| 제23화                                                    | MBS            | 11월 2일       | 토란 오징어 조림 里いもとイカの煮もの            | | 무카이 코스케                 | 야마시타 노부히로 |                |
| 제23화                                                    | TBS            | 11월 4일       | 토란 오징어 조림 里いもとイカの煮もの            | | 무카이 코스케                 | 야마시타 노부히로 |                |
| 제24화                                                    | MBS            | 11월 9일       | 홍생강 튀김 紅しょうがの天ぷら                   | | 마나베 카츠히코               | 마츠오카 조지     |                |
| 제24화                                                    | TBS            | 11월 11일      | 홍생강 튀김 紅しょうがの天ぷら                   | | 마나베 카츠히코               | 마츠오카 조지     |                |
| 제25화                                                    | MBS            | 11월 16일      | 당면 샐러드 春雨サラダ                           | | 코지마 켄사쿠                 | 노모토 후미오     |                |
| 제25화                                                    | TBS            | 11월 18일      | 당면 샐러드 春雨サラダ                           | | 코지마 켄사쿠                 | 노모토 후미오     |                |
| 제26화                                                    | MBS            | 11월 23일      | 양배추롤 ロールキャベツ                          | | 무카이 코스케                 | 마츠오카 조지     |                |
| 제26화                                                    | TBS            | 11월 25일      | 양배추롤 ロールキャベツ                          | | 무카이 코스케                 | 마츠오카 조지     |                |
| 제27화                                                    | MBS            | 11월 30일      | 바지락 된장국 しじみ汁                           | | 무카이 코스케                 | 마츠오카 조지     |                |
| 제27화                                                    | TBS            | 12월 2일       | 바지락 된장국 しじみ汁                           | | 무카이 코스케                 | 마츠오카 조지     |                |
| 제28화                                                    | MBS            | 12월 7일       | 우엉볶음 きんぴらごぼう                          | | 마나베 카츠히코               | 야마시타 노부히로 |                |
| 제28화                                                    | TBS            | 12월 9일       | 우엉볶음 きんぴらごぼう                          | | 마나베 카츠히코               | 야마시타 노부히로 |                |
| 제29화                                                    | MBS            | 12월 7일       | 간부추볶음과 부추간볶음 レバにらとにらレバ       | | 마나베 카츠히코               | 마츠오카 조지     |                |
| 제29화                                                    | TBS            | 12월 16일      | 간부추볶음과 부추간볶음 レバにらとにらレバ       | | 마나베 카츠히코               | 마츠오카 조지     |                |
| 제30화                                                    | MBS            | 12월 21일      | 해넘이국수 年越しそば                            | | 마나베 카츠히코               | 마츠오카 조지     |                |
| 제30화                                                    | TBS            | 12월 23일      | 해넘이국수 年越しそば                            | | 마나베 카츠히코               | 마츠오카 조지     |                |
| 심야식당 Tokyo Stories (시즌4)                            |                |                |                                                  | |                               |                   |                |
| 제31화                                                    | Netflix        | 10월 21일      | 탄멘 タンメン                                    | 점보 돼지 고기 된장국 정식                                                                                         | 마나베 카츠히코               | 마쓰오카 조지     |                |
| 제32화                                                    | Netflix        | 10월 21일      | 콘도그 アメリカンドッグ                          | 팬케이크 | 무카이 코우스케               | 야마시타 노부히로 |                |
| 제33화                                                    | Netflix        | 10월 21일      | 톤테키 トンテキ                                  | | 코지마 켄사쿠                 | 야마시타 노부히로 |                |
| 제34화                                                    | Netflix        | 10월 21일      | 오므라이스 オムライス                            | | 오시마 마리나                 | 마쓰오카 조지     |                |
| 제35화                                                    | Netflix        | 10월 21일      | 달걀 두부 たまご豆腐                             | |                               |                   |                |
| 제36화                                                    | Netflix        | 10월 21일      | 매실과 매실주 梅干しと梅酒                       | |                               |                   |                |
| 제37화                                                    | Netflix        | 10월 21일      | 배추와 삼겹살의 한사람 냄비 白菜と豚バラの一人鍋 | |                               |                   |                |
| 제38화                                                    | Netflix        | 10월 21일      | 마 소테 長芋のソテー                             | |                               |                   |                |
| 제39화                                                    | Netflix        | 10월 21일      | 햄 커틀릿 ハムカツ                               | |                               |                   |                |
| 제40화                                                    | Netflix        | 10월 21일      | 해넘이국수, 다시 年越しそば、再び                | |                               |                   |                |

## 계열국
| 방송 지역             | 방송국                 | 방송 시간                                                               | 방송 일시 | 비고                              |
| 시즌1                 | 시즌1                  | 시즌1                                                                   | 시즌1 | 시즌1                             |
| --------------------- | ---------------------- | ----------------------------------------------------------------------- | --- | --------------------------------- |
| 긴키 광역권           | 마이니치 방송 (MBS)    | 2009년 10월 9일 ~ 12월 11일 (본방송) 2010년 5월 9일 ~ 6월 20일 (재방송) | 금요일 24시 29분 ~ 24시 59분 (본방송) 5월 9일 24시 50분 ~ 25시 50분 (제1화, 제2화) 5월 23일 25시 50분 ~ 26시 20분 (제3화) 5월 30일 24시 50분 ~ 25시 20분 (제4화) 6월 6일 24시 50분 ~ 25시 50분 (제5화, 제6화) 6월 13일 25시 50분 ~ 26시 50분 (제7화, 제8화) 6월 20일 25시 50분 ~ 26시 50분 (제9화, 최종화)                                                                                             | 제작국                            |
| 간토 광역권           | 도쿄 방송 홀딩스 (TBS) | 2009년 10월 14일 ~ 12월 16일                                            | 수요일 24시 34분 ~ 25시 04분 |                                   |
| 오카야마현·가가와현   | 산요 방송 (RSK)        | 2009년 10월 15일 ~ 12월 17일                                            | 목요일 23시 59분 ~ 24사 29분 |                                   |
| 아오모리현            | 아오모리 TV (ATV)      | 2009년 10월 19일 ~ 12월 21일                                            | 월요일 24시 00분 ~ 24시 30분 |                                   |
| 나가사키현            | 나가사키 방송 (NBC)    | 2009년 10월 27일 ~ 2010년 1월 12일                                      | 화요일 24시 50분 ~ 25시 20분 |                                   |
| 후쿠오카현            | RKB마이니치방송 (RKB)  | 2009년 11월 3일 ~ 2010년 1월 19일                                       | 화요일 24시 59분 ~ 25시 29분 | 제작위원회 참가                   |
| 홋카이도              | 홋카이도 방송 (HBC)    | 2009년 11월 12일 ~ 2010년 2월 11일                                      | 목요일 25시 26분 ~ 25시 56분 |                                   |
| 구마모토현            | 구마모토 방송 (RKK)    | 2009년 12월 18일 ~ 12월 24일                                            | 12월 18일 24시 09분 ~ 25시 09분 (제1, 2화) 12월 21일 23시 44분 ~ 24시 44분 (제3, 4화) 12월 22일 24시 04분 ~ 25시 04분 (제5, 6화) 12월 23일 24시 04분 ~ 25시 04분 (제7, 8화) 12월 24일 23시 44분 ~ 24시 44분 (제9, 최종화) | 2화씩 방송                        |
| 가고시마현            | 미나미니혼 방송 (MBC)  | 2009년 12월 21일 ~ 2010년 1월 7일                                       | 12월 21일 24시 30분 ~ 25시 00분 (제1화) 12월 22일 24시 20분 ~ 24시 50분 (제2화) 12월 23일 24시 20분 ~ 24시 50분 (제3화) 12월 24일 25시 05분 ~ 25시 35분 (제5화) 1월 4일 24시 20분 ~ 25시 20분 (제6, 7화) 1월 5일 25시 23분 ~ 25시 53분 (제8화) 1월 6일 24시 20분 ~ 24시 50분 (제9화) 1월 7일 24시 50분 ~ 25시 20분 (최종화)                                                                            | 제4화 미방송                      |
| 고치현                | TV 고치 (KUTV)         | 2009년 12월 26일 ~ 2010년 1월 5일                                       | 12월 26일 24시 58분 ~ 25시 28분 (제1화) 12월 27일 25시 20분 ~ 25시 50분 (제2화) 12월 28일 24시 30분 ~ 25시 00분 (제3화) 12월 29일 25시 00분 ~ 25시 30분 (제4화) 12월 30일 24시 30분 ~ 25시 00분 (제5화) 1월 1일 24시 15분 ~ 24시 45분 (제6화) 1월 2일 24시 15분 ~ 24시 45분 (제7화) 1월 3일 24시 15분 ~ 24시 45분 (제8화) 1월 4일 23시 59분 ~ 24시 29분 (제9화) 1월 5일 25시 23분 ~ 25시 53분 (최종화) |                                   |
| 이시카와현            | 호쿠리쿠 방송 (MRO)    | 2010년 1월 7일 ~ 3월 11일                                               | 목요일 23시 59분 ~ 24시 30분 |                                   |
| 돗토리현·시마네현     | 산인 방송 (BSS)        | 2010년 1월 8일 ~ 3월 12일                                               | 금요일 24시 55분 ~ 25시 25분 |                                   |
| 미야기현              | 도호쿠 방송 (TBC)      | 2010년 1월 8일 ~ 3월 12일                                               | 금요일 26시 00분 ~ 26시 30분 |                                   |
| 야마나시현            | TV 야마나시 (UTY)      | 2010년 1월 8일 ~ 3월 19일                                               | 금요일 25시 45분 ~ 26시 15분 |                                   |
| 야마가타현            | TV-U 야마가타 (TUY)    | 2010년 4월 6일 ~ 6월 8일                                                | 화요일 24시 20분 ~ 24시 50분 |                                   |
| 후쿠시마현            | TV-U 후쿠시마 (TUF)    | 2010년 4월 7일 ~ 6월 9일                                                | 수요일 25시 50분 ~ 26시 20분 |                                   |
| 오키나와현            | 류큐 방송 (RBC)        | 2010년 5월 7일 ~ 7월 9일                                                | 금요일 15시 20분 ~ 15시 50분 |                                   |
| 일본 전역             | TBS                    | 2010년 5월 29일 ~ 6월 27일                                              | 토요일 27시 00분 ~ 28시 00분 | CS 채널 2화 연속 방송             |
| 이와테현              | IBC 이와테 방송 (IBC)  | 2010년 9월 29일 ~ 12월 1일                                              | 수요일 25시 00분 ~ 25시 30분 |                                   |
| 시즈오카현            | 시즈오카 방송 (SBS)    | 2011년 2월 17일 ~ 3월 7일                                               | 2월 17일 25시 55분 ~ 26시 25분 (제1화) 2월 21일 26시 10분 ~ 26시 40분 (제2화) 2월 22일 26시 05분 ~ 26시 35분 (제3화) 2월 23일 25시 55분 ~ 26시 25분 (제4화) 2월 24일 26시 05분 ~ 26시 35분 (제5화) 2월 28일 25시 55분 ~ 26시 25분 (제6화) 3월 1일 26시 05분 ~ 26기 35분 (제7화) 3월 2일 25시 55분 ~ 26시 25분 (제8화) 3월 3일 26시 05분 ~ 26시 35분 (제9화) 3월 7일 25시 55분 ~ 26시 25분 (최종화)     |                                   |
| 도야마현              | 튤립 TV (TUT)          | 2011년 6월 27일 ~ 8월 29일                                              | 월요일 24시 00분 ~ 24시 30분 |                                   |
| 나가노현              | 산인 방송 (SBC)        | 2012년 2월 9일 ~ 4월 12일                                               | 목요일 23시 50분 ~ 24시 20분 |                                   |
| 시즌2                 |                        |                                                                         | |                                   |
| 긴키 광역권           | 마이니치 방송 (MBS)    | 2011년 10월 13일 ~ 2011년 12월 15일                                     | 목요일 24시 55분 ~ 25시 25분 | 제작국                            |
| 후쿠오카 현           | RKB마이니치방송 (RKB)  | 2011년 10월 15일 ~ 2011년 12월 17일                                     | 토요일 26시 45분 ~ 27시 15분 | 제작위원회 참가                   |
| 아오모리 현           | 아오모리 TV (ATV)      | 2011년 10월 17일 ~ 2011년 12월 19일                                     | 월요일 24시 25분 ~ 24시 55분 |                                   |
| 간토 광역권           | 도쿄 방송 홀딩스 (TBS) | 2011년 10월 18일 ~ 2011년 12월 20일                                     | 화요일 24시 55분 - 25시 25분 |                                   |
| 구마모토 현           | 구마모토 방송 (RKK)    | 2011년 10월 19일 ~ 2011년 12월 21일                                     | 수요일 24시 25분 ~ 24시 55분 |                                   |
| 오카야마 현·가가와 현 | 산요 방송 (RSK)        | 2011년 10월 20일 ~ 2011년 12월 22일                                     | 목요일 24시 55분 ~ 25시 25분 |                                   |
| 시즈오카 현           | 시즈오카 방송 (SBS)    | 2011년 10월 20일 ~ 2011년 12월 22일                                     | 목요일 25시 35분 ~ 26시 05분 |                                   |
| 이시카와 현           | 호쿠리쿠 방송 (MRO)    | 2011년 10월 24일 ~ 12월 26일                                            | 월요일 24시 55분 ~ 25시 25분 |                                   |
| 이와테 현             | IBC 이와테 방송 (IBC)  | 2011년 11월 2일 ~ 2012년 1월 4일                                        | 수요일 25시 00분 ~ 25시 30분 |                                   |
| 홋카이도              | 홋카이도 방송 (HBC)    | 2011년 11월 8일 ~ 2012년 1월 24일                                       | 화요일 24시 20분 ~ 24시 50분 |                                   |
| 가고시마 현           | 미나미니혼 방송 (MBC)  | 2011년 12월 6일 ~ 2월 21일                                              | 화요일 24시 10분 ~ 24시 40분 |                                   |
| 고치 현               | TV 고치 (KUTV)         | 2012년 1월 10일 ~ 3월 13일                                              | 화요일 23시 50분 ~ 24시 20분 |                                   |
| 야마가타 현           | TV-U 야마가타 (TUY)    | 2012년 1월 10일 ~ 3월 13일                                              | 화요일 24시 20분 ~ 24시 50분 |                                   |
| 미야기 현             | 도호쿠 방송 (TBC)      | 2012년 1월 11일 ~ 3월 14일                                              | 수요일 24시 20분 ~ 24시 50분 | 3월 7일 결방 다음주 2회 연속 방송 |
| 야마나시 현           | TV 야마나시 (UTY)      | 2012년 1월 13일 ~ 3월 16일                                              | 금요일 25시 55분 ~ 26시 25분 |                                   |
| 후쿠시마 현           | TV 후쿠시마 (TUF)      | 2012년 1월 30일 ~ 4월 2일                                               | 월요일 24시 50분 ~ 25시 20분 |                                   |
| 나가사키 현           | 나가사키 방송 (NBC)    | 2012년 2월 21일 ~ 4월 24일                                              | 화요일 24시 20분 ~ 24시 50분 |                                   |
| 오키나와 현           | 류큐방송 (RBC)         | 2012년 3월 21일 ~ 4월 5일                                               | 3월 21일 26시 00분 ~ 26시 30분 (제1화) 3월 22일 26시 00분 ~ 26시 30분 (제2화) 3월 26일 25시 55분 ~ 26시 25분 (제3화) 3월 27일 25시 45분 ~ 26시 15분 (제4화) 3월 28일 25시 45분 ~ 26시 15분 (제5화) 3월 29일 26시 35분 ~ 27시 05분 (제6화) 4월 2일 25시 20분 ~ 25시 50분 (제7화) 4월 3일 25시 20분 ~ 25시 50분 (제8화) 4월 4일 25시 20분 ~ 25시 50분 (제9화) 4월 5일 25시 40분 ~ 26시 10분 (최종화)     |                                   |
| 나가노 현             | 신에쓰 방송 (SBC)      | 2012년 7월 5일 ~ 9월 20일                                               | 목요일 23시 50분 ~ 24시 20분 |                                   |
| 돗토리 현·시마네 현   | 산인 방송 (BSS)        | 2012년 11월 10일 ~ 2013년 1월 19일                                      | 토요일 26시 20분 ~ 26시 50분 |                                   |

## 극장판
영화 《속·심야식당》은 2016년 11월 5일에 개봉하였다. 드라마 시즌4 소식과 함께 영화화 계획이 발표되었다.

### 등장인물 (영화)
- 마스터 - 코바야시 카오루
- 츄씨 - 후와 만사쿠
- 코스즈 - 아야타 토시키
- 류 - 마츠시게 유타카
- 노구치 - 미츠이시 켄
- 마리링 - 안도 타마에
- 미키 - 스도 리사
- 루미 - 코바야시 아사코
- 카나 - 요시모토 나호코
- 하치로 - 나카야마 유이치로
- 겐 - 야마나카 타카시
- 코미치 - 우노 쇼헤이
- 카네모토 - 카네코 키요후미
- 아다치 사야 - 히라타 카오루
- 나츠키 이즈미 - 시노하라 유키코
- 카스미 - 타니무라 미츠키
- 코구레[주 8] - 오다기리 조

### 손님 (영화)
다음은 극장판부터 등장하는 출연진이다.
- 카와시마 타마코 - 타카오카 사키
- 니시다 하지메 - 에모토 토키오
- 쿠리야마 미치루 - 타베 미카코
- 치에코 - 요 키미코
- 오오이시 켄조 - 츠츠이 미치타카
- 스기타 아케미 - 키쿠치 아키코
- 하세가와 타마오 - 시부카와 키요히코
- 츠카구치 마치코 - 타나카 유코

## 같이 보기
- 심야식당 - 원작 만화

### 주해
1. ↑  시즌1 종료 후, 원작 제93야에도 등장하였다.
2. ↑  마스터가 젊은 남자에게 주려고 만들고 있었지만, 류와 함께 온 켄에게 쫓겨났기 때문에 다 만들어지지는 않았다.
3. ↑  미유키의 콘서트 후 밥집에서 마스터가 만들었다(그 후 누구에게 주었는지는 불명).
4. ↑  토야마가 프랑스 식당에서 먹은 음식.
5. ↑  煮こごり, 생선 등을 조린 후 굳어진 국물
6. ↑  《고부고부》가 방송되는 주는 24시 59분 ~ 25시 29분에 방송되었다. 제2화는 24시 15분부터 시작.
7. ↑  2009년 10월부터 《비지니스 클릭》이 24시 29분으로 옮겨졌기 때문에, 이 드라마부터 이 시간대 드라마는 5분 딜레이 되었다. 제1화는 20시 04분 시작, 최종화는 24시 49분 시작.
8. ↑  드라마판 등장인물과는 다른 인물.